# Eupithecia fulvipennis
Eupithecia fulvipennis es una especie de polilla de la familia Geometridae. La especie fue descrita por primera vez por Arthur Gardiner Butler habiendo sido descrita en 1889, con distribución en India y Nepal. El sintipo de la especie fue descrita en los alrededores de Dharmsala, distrito de Kangra.

## Descripción
Es una polilla gris con una estrecha conexión morfológica con Eupithecia subfulvata de Europa, con marcas un poco menos pronunciadas, menos marcadas, menos grises y, en consecuencia, más completamente fulviosas. Las líneas a lo largo de las alas son menos oblicuas y la línea blanca en zigzag submarginal está reemplazada por una serie de pequeñas manchas blancas. Es una polilla con una envergadura de las alas entre 20 a 23 milímetros (0,8 a 0,9 plg).